# هایدنهایمر (تگزاس)
۳۱°۰۱′۰۶″ شمالی ۹۷°۱۸′۱۰″ غربی / ۳۱٫۰۱۸۳۳°شمالی ۹۷٫۳۰۲۷۸°غربی
هایدنهایمر، تگزاس(به انگلیسی: Heidenheimer, Texas) شهری در ایالت تگزاس از ایالات جنوبی ایالات متحده آمریکا است.

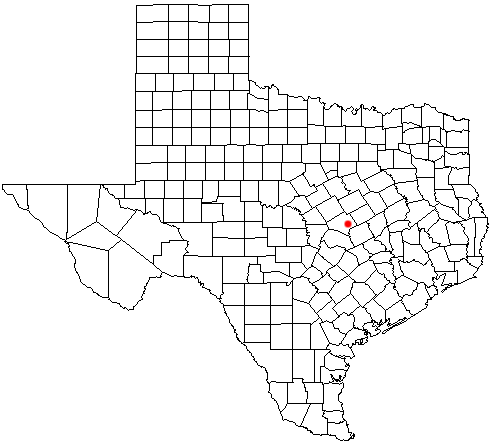
مکان هایدنهایمر در ایالت تگزاس

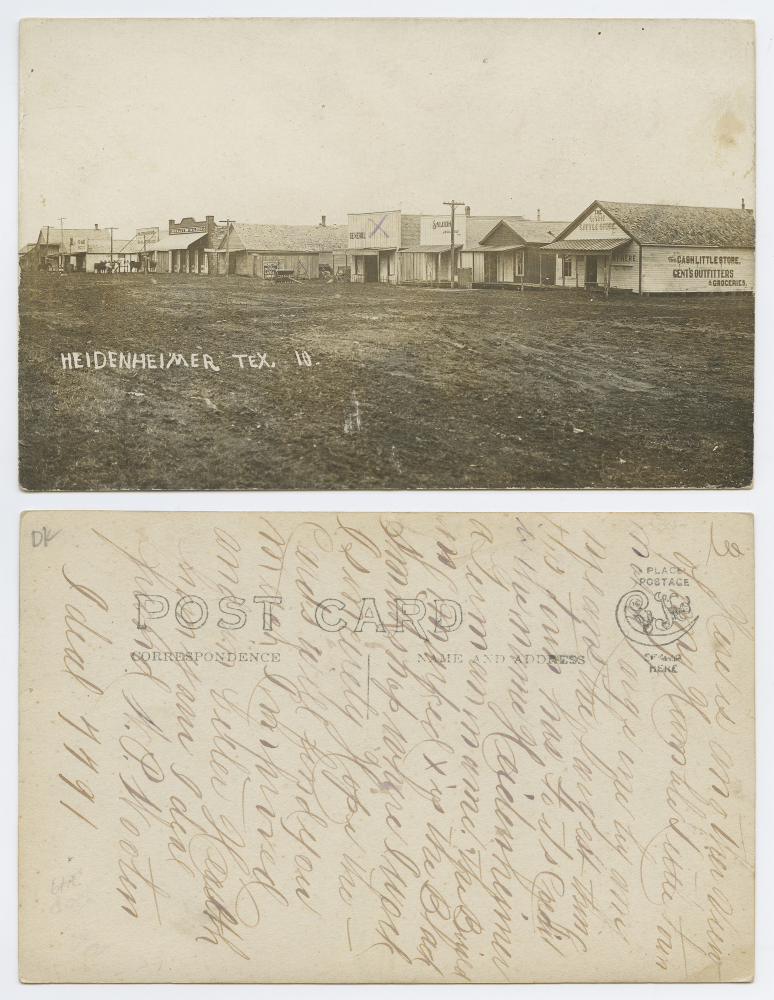
هایدنهایمر 1910-1904